# Olympische Sommerspiele 1956/Kanu – Einer-Kajak 1000 m (Männer)
Bei den Olympischen Spielen 1956 wurde am 1. Dezember auf dem Lake Wendouree in der australischen Stadt Ballarat der Einer-Kajak-Wettbewerb über 1000 m für Männer ausgetragen.
Der Schwede Gert Fredriksson gewann das Rennen vor dem Sowjetrussen Igor Pissarew sowie dem Ungarn Lajos Kiss.

## Vorläufe
Es fanden drei Vorläufe statt. Die drei Schnellsten jedes Vorlaufs qualifizierten sich für das Finale.

### Vorlauf 1
| Rang | Name                | Nation           | Zeit       |
| ---- | ------------------- | ---------------- | ---------- |
| 1    | Gert Fredriksson    | Schweden         | 4:22,0 min |
| 2    | Igor Pissarew       | Sowjetunion      | 4:22,2 min |
| 3    | Ladislav Čepčianský | Tschechoslowakei | 4:26,0 min |
| 4    | Knut Østby          | Norwegen         | 4:27,1 min |
| 5    | Thorvald Strömberg  | Finnland         | 4:51,3 min |
| 6    | Robert Smith        | Kanada           | 4:54,2 min |

### Vorlauf 2
| Rang | Name             | Nation     | Zeit       |
| ---- | ---------------- | ---------- | ---------- |
| 1    | Stefan Kapłaniak | Polen      | 4:35,4 min |
| 2    | Lajos Kiss       | Ungarn     | 4:35,8 min |
| 3    | Louis Gantois    | Frankreich | 4:39,9 min |

### Vorlauf 3
| Rang | Name               | Nation             | Zeit       |
| ---- | ------------------ | ------------------ | ---------- |
| 1    | Ernst Steinhauer   | Deutschland        | 4:24,8 min |
| 2    | Villy Christiansen | Dänemark           | 4:25,2 min |
| 3    | Barry Stuart       | Australien         | 4:30,1 min |
| 4    | David Merwin       | Vereinigte Staaten | 4:35,9 min |

## Finale
| Rang | Name                | Nation           | Zeit       |
| ---- | ------------------- | ---------------- | ---------- |
| 1    | Gert Fredriksson    | Schweden         | 4:12,8 min |
| 2    | Igor Pissarew       | Sowjetunion      | 4:15,3 min |
| 3    | Lajos Kiss          | Ungarn           | 4:16,2 min |
| 4    | Stefan Kapłaniak    | Polen            | 4:19,8 min |
| 5    | Louis Gantois       | Frankreich       | 4:22,1 min |
| 6    | Ladislav Čepčianský | Tschechoslowakei | 4:23,2 min |
| 7    | Villy Christiansen  | Dänemark         | 4:25,2 min |
| 8    | Ernst Steinhauer    | Deutschland      | 4:25,5 min |
| 9    | Barry Stuart        | Australien       | 4:30,7 min |